# جیمز بونساک

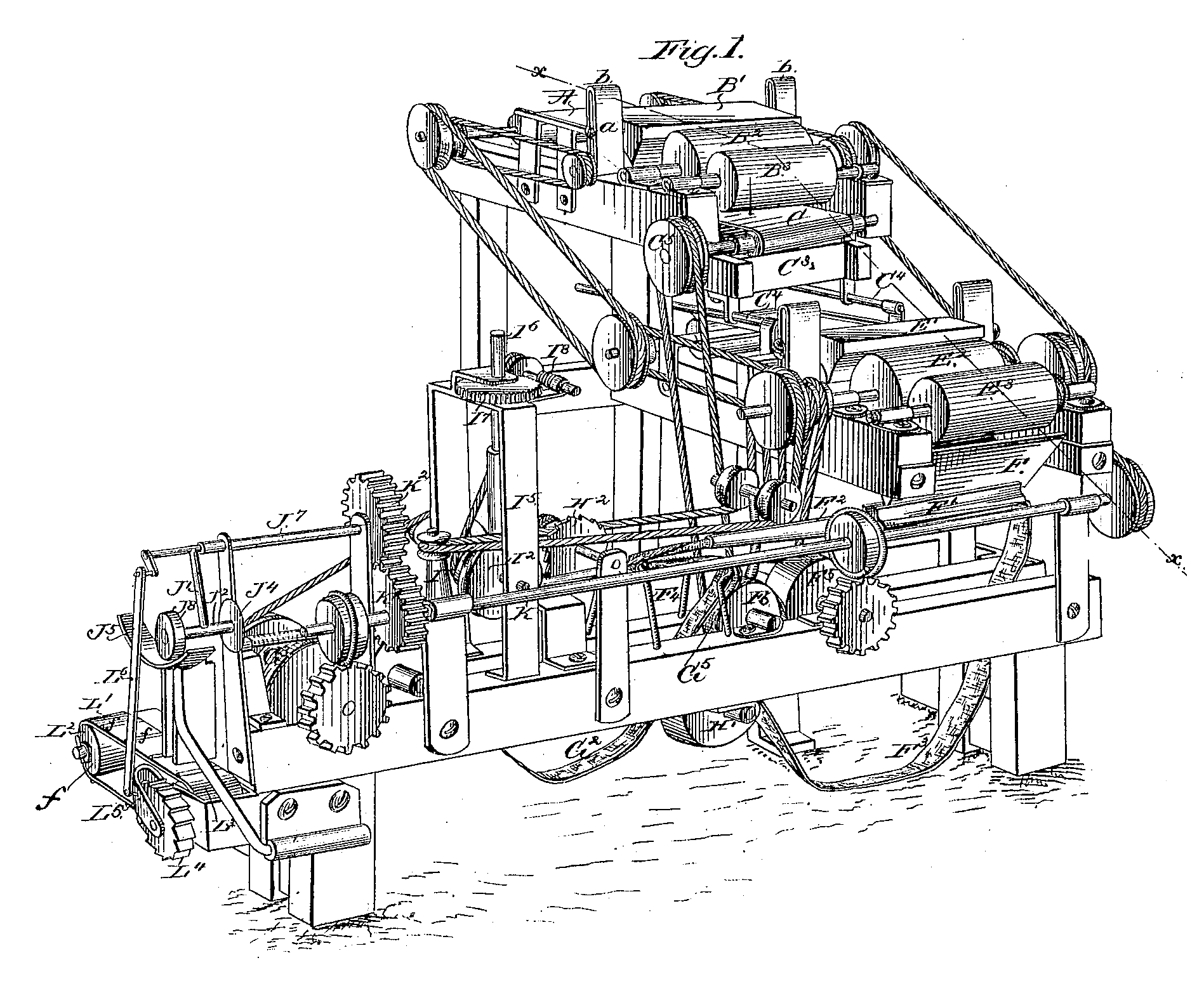
ماشین سیگارپیچ بونساک، تصویر از مجوّز ۲۳۸٬۶۴۰ ایالات متحده

جیمز آلبرت بونساک (به انگلیسی: James Albert Bonsack) زاده (۹ اکتبر ۱۸۵۹ - مرگ ۲ ژوئن ۱۹۲۴) یک مخترع آمریکایی بود که اوّلین ماشین سیگارپیچ را در سال ۱۸۸۰ اختراع کرد.
تا آن زمان سیگارها با دست پیچیده می‌شدند. سیگارهای آماده، کالایی لوکس بودند، ولی به صورت روزافزونی محبوب شدند. روند تولید دستی کُند، —یک سیگارپیچ حرفه‌ای می‌توانست فقط به‌طور متوسّط ۴ سیگار در دقیقه تولید کند— برای تقاضای سال‌های ۱۸۷۰، ناکافی بود. در سال ۱۸۷۵، شرکت آلان و جینتر در ریچموند ویرجینیا، یک جایزهٔ ۷۵٬۰۰۰ دلاری برای اختراع ماشینی که سیگار بپیچد، تعیین کرد. بونساک تصمیم به انجام این کار گرفت و مدرسه را رها کرد تا زمان خود را روی ساخت چنین ماشینی بگذارد. در سال ۱۸۸۰، او یک نمونهٔ اوّلیه از این ماشین را ساخت، امّا در یک آتش‌سوزی در انبارش در لینچ بورگ ویرجینیا، از بین رفت. بونساک آن را دوباره ساخت و در تاریخ ۴ سپتامبر ۱۸۸۰، آن را ثبت نمود. حقّ انحصار، سال بعد (مجوّز ۲۳۸٬۶۴۰ ایالات متحده در ۸ مارس ۱۸۸۱ و ۲۴۷٬۷۹۵ در ۴ اکتبر ۱۸۸۱) به او اعطا شد. ماشین بونساک می‌توانست ۱۲۰٬۰۰۰ سیگار را در ۱۰ ساعت تولید کند، (۲۰۰ عدد در هر دقیقه)، که صنعت سیگار را متحوّل کرد.